# Île de Saint-Louis
L'île de Saint-Louis est la partie historique de la ville de Saint-Louis, au Sénégal. En 2000, elle a été inscrite par l'UNESCO sur la liste du patrimoine mondial. C'est aussi une ville très riche sur le plan du patrimoine culturel immatériel.

## Histoire
Fondée en tant que comptoir colonial français en 1659 par des marins dieppois et rouennais, Saint-Louis a été urbanisée au milieu du XIXe siècle. Elle fut la capitale du Sénégal de 1872 à 1957 et joua un rôle culturel et économique important dans toute l'Afrique de l'Ouest. L'emplacement de la ville sur une île à l'embouchure du fleuve Sénégal, son plan d'urbanisme régulier, le système de quais et l'architecture coloniale caractéristique donnent à Saint-Louis son apparence et son identité distinctives.

## Sources
Cet article intègre du contenu sous licence libre.  Licence sous CC-BY-SA IGO 3.0 déclaration de la licence. Texte tiré de Île de Saint-Louis,  Centre du Patrimoine Mondial de l'UNESCO, 

### Webographie
- Ressource relative à l'architecture :   - Liste du patrimoine mondial